# أثمان أرجواني
الأثمان الأرجواني (باللاتينية: Ipomea purpurea) نوع نباتي من جنس الأثمان ينتمي إلى الفصيلة المحمودية.